# Soro (album)
Pour les articles homonymes, voir Soro.
 (mai 2021).
Si vous disposez d'ouvrages ou d'articles de référence ou si vous connaissez des sites web de qualité traitant du thème abordé ici, merci de compléter l'article en donnant les références utiles à sa vérifiabilité et en les liant à la section « Notes et références ».
Albums de Salif Keïta
Ko-Yan
(1989)
Soro est le premier album studio de Salif Keïta, artiste malien qui eut une carrière africaine riche au sein d'orchestres mythiques tel que le Rail Band ou les Ambassadeurs . L'album Soro sort sur disque vinyle en 1987 chez le mythique label africain  Syllart Records produit par le célèbre producteur sénégalais Ibrahima Sylla arrangé par François Bréant et Jean-Philippe Rykiel. Cet album marque un son afro-pop et une acoutiquee mandingue qui va se révéler être un succès de la world music. L'album marque la reconnaissance international pour l'artiste et le premier succès occidental du producteur Ibrahima Sylla.

## Liste des titres
| No | Titre            | Durée |
| -- | ---------------- | ----- |
| 1. | Wamba            | 4:49  |
| 2. | Soro (Afriki)    | 9:53  |
| 3. | Souareba         | 4:47  |
| 4. | Sina (Soumbouya) | 4:51  |
| 5. | Cono             | 6:04  |
| 6. | Sanni Kegniba    | 7:58  |